# Canadá nos Jogos Olímpicos de Verão de 1924
O Canadá nos Jogos Olímpicos de Verão de 1924, em Paris, na França competiu representado por 65 atletas masculinos, que disputaram provas de 39 modalidades esportivas de oito esportes diferentes, conquistando um total de 4 medalhas, sendo três de prata e uma de bronze. O Canadá terminou assim, na 20ª colocação no quadro geral de medalhas da competição

## Medalhas
| Atleta | Esporte | Evento               | Medalha |
| --- | ------- | -------------------- | ------- |
| Archibald Black Colin Finlayson George MacKay William Wood                                                                    | Remo    | Quatro sem masculino | Prata   |
| Arthur Bell Ivor Campbell Robert Hunter William Langford Harold Little John Smith Warren Snyder Norman Taylor William Wallace | Remo    | Oito com masculino   | Prata   |
| Douglas Lewis | Boxe    | Peso meio-médio      | Bronze  |

### Prata
- Time Canadá — Tiro